# Elektronografia
Elektronografia – metoda badania budowy substancji oparta na dyfrakcji elektronów. Wykorzystywana do analizowania struktury kryształów, warstw powierzchniowych, cieczy, cząstek itp.